# Pedro, Príncipe do Brasil
D. Pedro de Bragança, Príncipe do Brasil (Lisboa, 19 de outubro de 1712 - Lisboa, 29 de outubro de 1714), foi o segundo filho do Rei João V de Portugal e de Maria Ana de Áustria, que, por ser filho varão, foi declarado herdeiro presuntivo da coroa e proclamado Príncipe do Brasil.

## Biografia
Nasceu no Paço da Ribeira, em Lisboa, a 19 de outubro de 1712, dia em que se celebrava a festa litúrgica de São Pedro de Alcântara, motivo pelo qual foi baptizado com o mesmo nome. A notícia do seu nascimento foi anunciada à cidade pelo repique de sinos, tendo o povo aplaudido com vivas expressões, seguindo-se três dias de luminárias e descargas de artilharia das torres e fortalezas da Marinha e de todos os navios ancorados no porto da capital. No dia seguinte, toda a Corte vestida de gala se dirigiu à Capela Real do mesmo Paço rendendo graças pelo nascimento do Príncipe, realizando-se um sermão de ação de graças presidido pelo padre Frei Caetano de São José, um carmelita descalço reputado na sua época, concorrendo o povo alvoroçado à cerimónia.

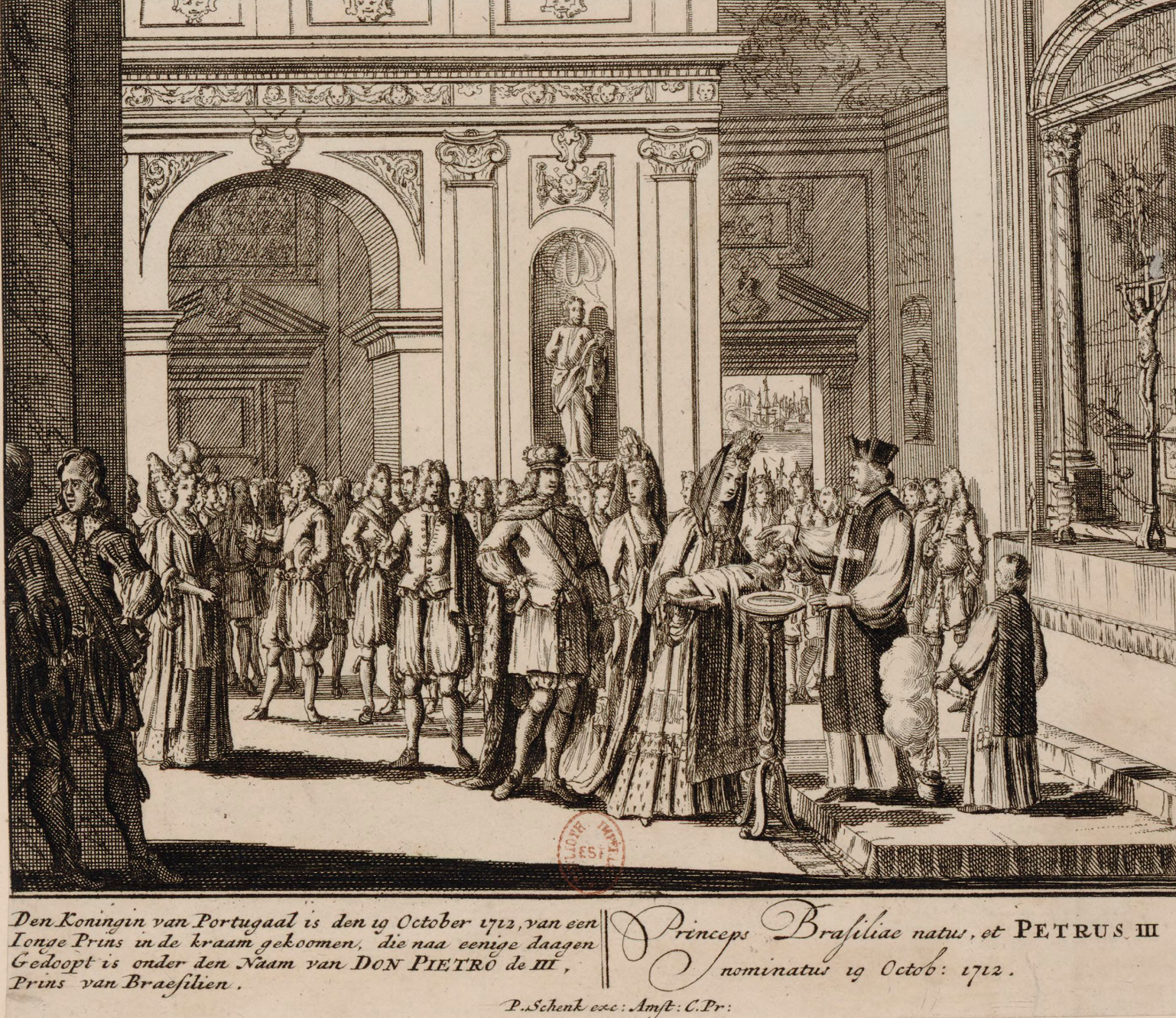
A Família Real no baptismo de Pedro, Príncipe do Brasil (Biblioteca Nacional de França, Peter Schenk, 1712).

Foi baptizado a 21 de novembro com o nome de Pedro de Alcântara Francisco António João Carlos Xavier de Paula Miguel Rafael de Bragança, pelo Capelão-mor e Inquisidor-geral Cardeal da Cunha na Capela Real, tendo por padrinhos o Imperador Carlos VI do Sacro Império Romano-Germânico e sua tia Francisca Josefa de Bragança, sendo procurador do padrinho o seu tio Manuel de Bragança. A cerimónia contou com a presença de toda a Nobreza, sendo o Príncipe levado nos braços de Nuno Álvares Pereira de Melo, 1.º Duque de Cadaval, Conselheiro de Estado e Mordomo-mor da Rainha, debaixo de um rico pálio, como era costume.
Além do título de Príncipe do Brasil, por varonia, acumulava os títulos de Duque de Bragança, Duque de Barcelos, Marquês de Vila Viçosa, Conde de Barcelos, Conde de Ourém, Conde de Arraiolos e Conde de Neiva.
Faleceu no mesmo Paço onde nasceu, a 29 de outubro de 1714, com apenas 2 anos de idade, sendo as causas desconhecidas. Em devoção a São Francisco Xavier, a Rainha sua mãe o vestiu com a roupeta da Companhia de Jesus, ordenando que o Príncipe assim fosse sepultado. Jaz no Panteão da Dinastia de Bragança.
Com a sua morte prematura, é sucedido no título de Príncipe do Brasil e de herdeiro presuntivo do trono pelo seu irmão mais novo, o Infante José, futuro Rei José I. A Rainha Maria Ana de Áustria vestiu o luto do filho durante quatro anos.